# Julius Vogel (Kunsthistoriker)

Julius Vogel

Karl Julius Vogel (* 4. Mai 1862 in Penig, Sachsen; † 31. August 1927 in Leipzig) war ein deutscher Kunsthistoriker.
Julius Vogel, als Sohn des Arztes Gustav Vogel geboren, besuchte die Nicolaischule in Leipzig und studierte an den Universitäten Leipzig und München, wo er Schüler von Johannes Overbeck, Anton Springer und Heinrich von Brunn war. 1885 wurde er in Leipzig bei Johannes Overbeck mit einer archäologischen Arbeit promoviert. Von 1912 bis 1924 war er Direktor des Museums der bildenden Künste in Leipzig.

## Auszeichnungen
- Ritter der französischen Ehrenlegion
- Ritter des Herzoglich Anhaltinischen Hausordens Albrecht des Bären I. Klasse

## Veröffentlichungen (Auswahl)
- Scenen euripideischer Tragödien in griechischen Vasengemälden. Archäologische Beiträge zur Geschichte des griechischen Dramas. Leipzig 1886 (= Dissertation,  Digitalisat).
- Das städtische Museum Leipzig von seinen Anfängen bis zu Gegenwart. Leipzig 1892.
- Anton Graff. Bildnisse von Zeitgenossen des Meisters in Nachbildungen der Originale. Ausgewählt und erläutert. Leipzig 1898
- Goethes Leipziger Studentenjahre. Ein Bilderbuch zu Dichtung und Wahrheit als Festgabe zum 150. Geburtstage des Dichters. Leipzig 1899.
- Leipzig zu Beginn des XX. Jahrhunderts. Ein Gang durch die Stadt / Zusammengestellt von Julius Vogel. Leipzig 1901.
- Max Klingers Leipziger Skulpturen: Salome, Kassandra, Beethoven, das badende Mädchen, Franz Liszt. Leipzig 1902.
- Das Römische Haus in Leipzig. Ein Beitrag zur Kunstgeschichte des neunzehnten Jahrhunderts. Leipzig 1903.
- Aus Goethes römischen Tagen, Kultur- und kunstgeschichtliche Studien zur Lebensgeschichte des Dichters. Leipzig 1905.
- Bramante und Raffael. Ein Beitrag zur Geschichte der Renaissance in Rom. Leipzig 1910.
- In der Stadt die Lagunen. Skizzen zu Goethes Aufenthalt in Venedig. Leipzig 1912.
- Karl Spitzweg. Acht farbige Wiedergaben seiner Gemälde, mit einer Einführung. Leipzig 1915.
- Otto Greiners graphische Arbeiten in Lithographie, Stich, und Radierung. Wissenschaftliches Verzeichnis. Leipzig 1915
- Goethe in Venedig. Leipzig 1918.
- Käthchen Schönkopf. Eine Frauengestalt aus Goethes Jugendzeit. Leipzig 1920.
- Goethes Leipziger Studentenjahre. Bilder und Erläuterungen zu Dichtung und Wahrheit. Leipzig 1922.